# Agilolfingerna
Agilolfingerna var Bayerns äldsta hertigsläkt. 
Agilolfingerna uppges härstamma från härföraren Agilolf, en frände till den frankiske kungen Klodvig, och regerade från senare hälften av 500-talet till 788. En gren av agilolfingerna innehade under 600-talet under en kort tid langobardernas kungatron. 